# 哒螨灵
哒螨灵（英語：pyridaben），别名速螨酮或哒螨酮，化学式C19H25ClN2OS，是一种杂环类杀螨杀虫剂，1980年代中期由日本日产化学工业株式会社开发。
它可由4,5-二氯-2-叔丁基-3(2H)-哒嗪酮和4-叔丁基苄硫醇在甲醇钠存在下于甲醇中反应制得。